# Charles de Gaucourt
Charles (I.) de Gaucourt († 1482 in Paris) war ein französischer Adliger und Militär, der vorwiegend in der regionalen Militärverwaltung eingesetzt wurde, z. B. als Gouverneur der Picardie.

## Leben
Charles de Gaucourt war der älteste Sohn von Raoul (VI.) de Gaucourt († 1461/62), Seigneur de Gaucourt etc., und Jeanne de Preuilly († 1455), Dame de Naillac, Châteaubrun und Cluys-Dessus, und Bruder von Jean de Gaucourt († 1468), der 1460 Bischof von Laon und Pair de France wurde.
Er war Seigneur de Gaucourt, Hargicourt, Châteaubrun (im Berry), Robais, Manicamp, Naillac, Florac et Audivier, sowie Vicomte d’Acy. Châteaubrun, das aus dem Besitz seiner Mutter stammte, hatte er bereits zu Lebzeiten seines Vaters erhalten, Manicamp war ihm am 18. Oktober 1448 als junger Mann vom Vorbesitzer gegen lebenslänglichen Nießbrauch geschenkt worden. Um 1450/53 war er Erster Kammerherr des Königs Karl VII.
König Ludwig XI. schlug ihn am 15. August 1461 anlässlich seiner Krönung in Reims zum Ritter. Am 7. März 1464 sandte er ihn ins Berry, um das Herzogtum zu verwalten, nachdem Charles de Valois, duc de Berry, sich in die Bretagne zurückgezogen hatte. Am 27. Oktober 1465 wurde er Kapitän von Chinon, Rouen und Gisors als Nachfolger seines Vaters, um den 30. Juni 1469 wurde er Capitaine et Castellan de Vierzon als Ersatz für Rouen und Gisors, die Ludwig XI. nun anderweitig vergab.
Er war königlicher Rat und Kammerherr, Bailli et Gouverneur der Picardie, wurde am 21. Januar 1472 par commission (für Jacques de Villiers de L’Isle-Adam, der am 25. April 1472 starb) Lieutenant-général et Gouverneur de Paris et Île-de-France, und am 11. April 1472 Bailli von Amiens mit dem Auftrag, die Stadt in einen verteidigungsfähigen Zustand zu bringen.
Am 25. Dezember 1472 erhielt er vom König den beschlagnahmten Besitz von Hélène de Melun, der Witwe von Charles d’Artois († 1472), um den er mit den Erben der Witwe Prozesse führen musste. Am 10. Juni 1474 erhielt er auf gleiche Weise den Besitz von François de Chamborant, Seigneur de Chamborand et de Lavau.

## Ehe und Familie
Charles de Gaucourt heiratete per Ehevertrag vom 8. und 15. Oktober 1454 Agnès (genannt Colette) de Vaux (* 1434; † vor 1471), Tochter von Jean de Vaux, Seigneur de Saintines (oder Saint-Yves), und Anne (oder Jeanne) le Bouteiller. Ihre Kinder sind:
- Charles (II.) de Gaucourt, Seigneur de Gaucourt, Boesses, Châteaubrun, Naillac et Florac, Vicomte d’Acy, de Cluys-Dessus et de Gournay; ⚭ (1) um 1470 Anne de Bar, Tochter von Jean de Bar, Seigneur de Baugy et de la Guerche; ⚭ (2) 20. Februar 1498 Marguerite de Blanchefort, Tochter von Jean de Blanchefort, Seigneur de Saint-Clément, und Andrée de Noroy (Haus Blanchefort)
- Jean de Gaucourt († Juni 1476), Apostolischer Protonotar, 1471 Archidiakon von Laon, 1474 Bischof von Amiens
- Louis de Gaucourt († 1485), 1476 Bischof von Amiens
- François de Gaucourt († nach 1483), Ordensritter
- Anne de Gaucourt (* um 1460; † nach 1482); ⚭ 23. Oktober 1480 Jean de Culant, Seigneur de Châteauneuf-sur-Cher, Sohn von Charles de Culant, Seigneur de Culant, Großmeister von Frankreich, und Belleassez de Sully
- Catherine de Gaucourt (* um 1466; † nach 1493); ⚭ 10. März 1486 Louis d’Aubusson, Seigneur de La Villeneuve, Sohn von Antoine d’Aubusson, Seigneur de La Villeneuve, und Marguerite d’Aubusson
- Marguerite (alias Madeleine) de Gaucourt; ⚭ Ehevertrag 12. Februar 1483, Pierre du Puy, Seigneur du Mez et de Vatan, Bailli et Gouverneur de Berry, Sohn von Gilbert du Puy, Seigneur de Vatan et Barmont
- Jeanne de Gaucourt; ⚭ Jean de Saint-Avit
- Marguerite de Gaucourt; ⚭ Ehevertrag 17. August 1522, Pierre Pérotin, Seigneur de Beauvais-en-Touraine

Charles de Gaucourt starb 1482 in Paris und wurde in der Kirche Saint-Jean-en-Grève bestattet.

## Weblink
- Ètienne Pattou, Seigneurs de Gaucourt, S. 5–7 (online abgerufen am 18. Mai 2020)

| Personendaten    | Personendaten                       |
| ---------------- | ----------------------------------- |
| NAME             | Gaucourt, Charles de                |
| ALTERNATIVNAMEN  | Seigneur de Gaucourt, Vicomte d‘Acy |
| KURZBESCHREIBUNG | französischer Adliger und Militär   |
| GEBURTSDATUM     | 15. Jahrhundert                     |
| STERBEDATUM      | 1482                                |
| STERBEORT        | Paris                               |